# SV Argon
El SV Argon (Sport Vereniging Argon) és un club de futbol i bàsquet de Mijdrecht, Països Baixos. El seu primer equip masculí de futbol juga a la Hoofdklasse, la segona divisió de futbol amateur neerlandesa.

## Història

### Segle XX
El club es va fundar el 1971 com a fusió dels RKSV Stormvogels, VV Mijdrecht i SV Midreth.
El 1995 va guanyar la copa nacional d'aficionats, la copa de districte West I i la Supercopa d'aficionats. El 1999 va guanyar el campionat de secció de Hoofdklasse A.

### Segle XXI
El 2005 va guanyar el campionat de secció de Hoofdklasse A i el campionat general de dissabtes. El 2007 va ser campió nacional d'aficionats, campió general de dissabtes, campió de secció a Hoofdklasse A i guanyador de la Supercopa d'aficionats.
Argon va perdre 3-0 a la segona ronda de la Copa KNVB 2007-08 contra l'SC Heerenveen.
El 2013 va guanyar la Copa Nacional d'aficionats i la Copa del Districte West I. Aquell any va desmantellar la seva primera plantilla dominical que estava a punt d'anar a l'Eerste Klasse després d'haver completat una carrera de 2 anys a la Topklasse, tot just un any abans.
El 2017, l'Argon va fitxar Mohammed Bouabgha. Rabobank el va patrocinar fins al 2019. A la temporada 2020-21, el club estava patrocinat per Liquid Rubber.